# Reinaldo (football, 1979)
Pour les articles homonymes, voir Reinaldo.
Reinaldo da Cruz Oliveira Nascimento, né le 14 mars 1979 à Itaguaí (État de Rio de Janeiro), est un footballeur brésilien.

## Biographie

### Flamengo (1997-2001)
Attaquant de son état, Reinaldo fait ses premiers pas de footballeur du côté du CR Flamengo. Quarante matches et neuf buts plus tard, Reinaldo est recruté par le Paris Saint-Germain.

### Paris SG et prêts à São Paulo (2001-2005)
Reinaldo est recruté par le Paris Saint-Germain en échange du brésilien Vampeta. 
Ronaldinho et Nicolas Anelka étant titulaires en attaque, Reinaldo attend son heure patiemment au Parc des Princes. Quelque temps après être arrivé dans le club de la capitale, il retourne chez lui en prêt au São Paulo FC. Là, il devient très populaire en inscrivant 16 buts en 32 rencontres entre 2002 et 2003.
Reinaldo commence son parcours en Ligue 1 en 2003 lors d’un match face à Bastia, sans parvenir à marquer. Il effectue un début de saison prometteur mais la plupart du temps, il est utilisé en tant que remplaçant, notamment après l'arrivée de Danijel Ljuboja au mercato. Lors de cette saison 2003-2004, le PSG termine deuxième de Ligue 1, il inscrit sept buts et soulève la Coupe de France après la victoire 1-0 sur LB Châteauroux en finale. Après une seconde saison et dix buts inscrits en soixante-cinq matches, le joueur quitte le Parc des Princes par la petite porte.

### Reinaldo ce globe-trotter (2005-2015)
C’est alors le début de la galère pour lui, qui enchaîne les expériences sans vraiment parvenir à s’installer durablement dans un club. Il alterne les tentatives en Amérique du Sud et en Asie. Au Brésil, Reinaldo évolue à Santos, Botafogo, Figueirense et Bahia, s’essayant dans le même temps à des clubs comme Kashiwa Reysol ou JEF United Ichihara (Japon), Suwon Bluewings (Corée du Sud) ou Guangdong Sunray Cave (Chine). Mais en décembre 2012, l’attaquant retourne au pays, évoluant à Paraná.
En janvier 2010, il signe pour le club sud-coréen des Suwon Samsung Bluewings. La saison est délicate, malgré de bonnes performances en Ligue des Champions d’Asie (il inscrit 3 buts en 3 matchs et aide le club à atteindre les quarts de finale), les performances en championnats ne sont pas à la hauteur et le club est dernier à la mi-championnat. L'entraîneur, Cha Bum-geun, est licencié et le joueur brésilien est libéré de son contrat; il s'engage alors pour le club brésilien de Série B de Figueirense. Reinaldo s’est engagé le 23 juillet 2011 avec Bahia, fraîchement promu en Série A brésilienne. Le 8 février 2012, il annonce qu'il va rejoindre la deuxième division chinoise chez les Guangdong Sunray Cave.
Entre 2013 et 2015, après son escapade chinoise, Reinaldo enchaine plusieurs petits clubs brésiliens de Série B comme Parana Clube, CA Metropolitano, Luverdense et Inter de Lages.
Le 30 mai 2015 le FC Goa, qui évolue en Indian Super League, annonce officiellement le recrutement de Reinaldo. Après la France, le Japon, l'Arabie Saoudite, la Corée du Sud et la Chine, c'est en Inde que Reinaldo pose ses valises.

## Statistiques
| Saison                | Club                  | Championnat           | Championnat | Championnat | Coupe nationale | Coupe nationale | Coupe de la Ligue | Coupe de la Ligue | Supercoupe | Supercoupe | Compétition(s) continentale(s) | Compétition(s) continentale(s) | Compétition(s) continentale(s) | Total | Total |
| Saison                | Club                  | Division              | M.          | B.          | M.              | B.              | M.                | B.                | M.         | B.         | Comp.                          | M.                             | B.                             | M.    | B.    |
| 1999                  | Flamengo              | Série A               | 6           | 0           | -               | -               | -                 | -                 | -          | -          | -                              | -                              | -                              | 6     | 0     |
| 2000                  | Flamengo              | Série A               | 12          | 3           | -               | -               | -                 | -                 | -          | -          | -                              | -                              | -                              | 12    | 3     |
| 2001                  | Flamengo              | Série A               | 22          | 6           | -               | -               | -                 | -                 | -          | -          | -                              | -                              | -                              | 22    | 6     |
| 2002                  | São Paulo FC (prêt)   | Série A               | 21          | 12          | -               | -               | -                 | -                 | -          | -          | -                              | -                              | -                              | 21    | 12    |
| 2003                  | São Paulo FC (prêt)   | Série A               | 11          | 4           | -               | -               | -                 | -                 | -          | -          | -                              | -                              | -                              | 11    | 4     |
| 2003-2004             | Paris Saint-Germain   | Ligue 1               | 33          | 7           | 4               | 1               | 1                 | 1                 | -          | -          | -                              | -                              | -                              | 38    | 9     |
| 2004-2005             | Paris Saint-Germain   | Ligue 1               | 32          | 3           | 3               | 3               | 1                 | 0                 | 1          | 0          | C1                             | 3                              | 0                              | 40    | 6     |
| 2005                  | Kashiwa Reysol        | J. League             | 12          | 6           | -               | -               | -                 | -                 | -          | -          | -                              | -                              | -                              | 12    | 6     |
| 2006                  | Santos FC (prêt)      | Série A               | 17          | 5           | -               | -               | -                 | -                 | -          | -          | -                              | -                              | -                              | 17    | 5     |
| 2006-2007             | Al Ittihad Djeddah    | Premier League        | 11          | 8           | -               | -               | -                 | -                 | -          | -          | -                              | -                              | -                              | 11    | 8     |
| 2007                  | JEF United Ichihara   | J. League             | 14          | 2           | 1               | 1               | -                 | -                 | -          | -          | -                              | -                              | -                              | 15    | 3     |
| 2008                  | JEF United Ichihara   | J. League             | 23          | 2           | -               | -               | 3                 | 1                 | -          | -          | -                              | -                              | -                              | 26    | 3     |
| 2009                  | Botafogo FR           | Carioca               | 14          | 7           | -               | -               | -                 | -                 | -          | -          | -                              | -                              | -                              | 14    | 7     |
| 2009                  | Botafogo FR           | Série A               | 23          | 4           | -               | -               | -                 | -                 | -          | -          | CS                             | 3                              | 1                              | 26    | 5     |
| 2010                  | Suwon Bluewings       | K-League              | 4           | 0           | -               | -               | -                 | -                 | -          | -          | AFC                            | 3                              | 3                              | 7     | 3     |
| 2010                  | Figueirense           | Série B               | 25          | 10          | -               | -               | -                 | -                 | -          | -          | -                              | -                              | -                              | 25    | 10    |
| 2011                  | Figueirense           | Catarinense           | 13          | 3           | -               | -               | -                 | -                 | -          | -          | -                              | -                              | -                              | 13    | 3     |
| 2011                  | Figueirense           | Série A               | 5           | 0           | -               | -               | -                 | -                 | -          | -          | -                              | -                              | -                              | 5     | 0     |
| 2011                  | EC Bahia              | Série A               | 17          | 2           | -               | -               | -                 | -                 | -          | -          | -                              | -                              | -                              | 17    | 2     |
| 2012                  | EC Bahia              | Baiano                | 2           | 0           | -               | -               | -                 | -                 | -          | -          | -                              | -                              | -                              | 2     | 0     |
| 2012                  | Guangdong Sunray Cave | Jia League            | 27          | 9           | -               | -               | -                 | -                 | -          | -          | -                              | -                              | -                              | 27    | 9     |
| 2013                  | Paraná Clube          | Paranaense            | 9           | 4           | -               | -               | -                 | -                 | -          | -          | -                              | -                              | -                              | 9     | 4     |
| 2013                  | Paraná Clube          | Série B               | 21          | 8           | -               | -               | 1                 | 0                 | -          | -          | -                              | -                              | -                              | 22    | 8     |
| 2014                  | CA Metropolitano      | Catarinense           | 11          | 5           | -               | -               | -                 | -                 | -          | -          | -                              | -                              | -                              | 11    | 5     |
| 2014                  | Luverdense EC         | Série B               | 27          | 4           | -               | -               | -                 | -                 | -          | -          | -                              | -                              | -                              | 27    | 4     |
| 2015                  | Inter de Lages        | Catarinense           | 14          | 6           | -               | -               | -                 | -                 | -          | -          | -                              | -                              | -                              | 14    | 6     |
| 2015                  | FC Goa                | ISL                   | -           | -           | -               | -               | -                 | -                 | -          | -          | -                              | -                              | -                              | 0     | 0     |
| Total sur la carrière | Total sur la carrière | Total sur la carrière | 415         | 112         | 8               | 5               | 5                 | 2                 | 1          | 0          | -                              | 9                              | 4                              | 438   | 123   |

## Palmarès
Brésil
- Championnat de Rio de Janeiro (3) : Champion en 1999, 2000, 2001 avec Flamengo.
- Coupe Guanabara (3) : Vainqueur en 1999, 2001 avec Flamengo et en 2009 avec Botafogo.
- Coupe Rio (1) : Vainqueur en 2000 avec Flamengo.
- Copa Mercosur (1) : Vainqueur en 1999 avec Flamengo.
- Copa dos Campeões (CBF) (1) : Vainqueur en 2001 avec Flamengo.
- Championnat Paulista (1) : Champion en 2006 avec Santos.
- Super-championnat Paulista : Vainqueur en 2002 avec le São Paulo FC.
- Championnat de Bahia : Vainqueur en 2012 avec le EC Bahia

 France
- Championnat de France de Ligue 1 : Vice-champion en 2004 avec le Paris SG.
- Coupe de France (1) : Vainqueur de la Coupe de France 2004 avec le Paris SG.
- Trophée des champions : Finaliste en 2004 avec le Paris SG.

 Arabie saoudite
- Championnat d'Arabie saoudite (1) : Champion en 2007 avec Al Ittihad Djeddah